# Selmeston
Selmeston är en ort och civil parish i Storbritannien.   Den ligger i grevskapet East Sussex och riksdelen England, i den södra delen av landet, 80 km söder om huvudstaden London. Selmeston ligger 42 meter över havet och antalet invånare är 190.
Terrängen runt Selmeston är huvudsakligen platt, men åt sydost är den kuperad. Terrängen runt Selmeston sluttar norrut.  Närmaste större samhälle är Brighton, 19,8 km väster om Selmeston. Trakten runt Selmeston består till största delen av jordbruksmark.